# Papilio jordani
Papilio jordani är en fjärilsart som beskrevs av Hans Fruhstorfer 1902. Papilio jordani ingår i släktet Papilio och familjen riddarfjärilar. IUCN kategoriserar arten globalt som sårbar. Inga underarter finns listade i Catalogue of Life.